# Nationalpark Niokolo-Koba

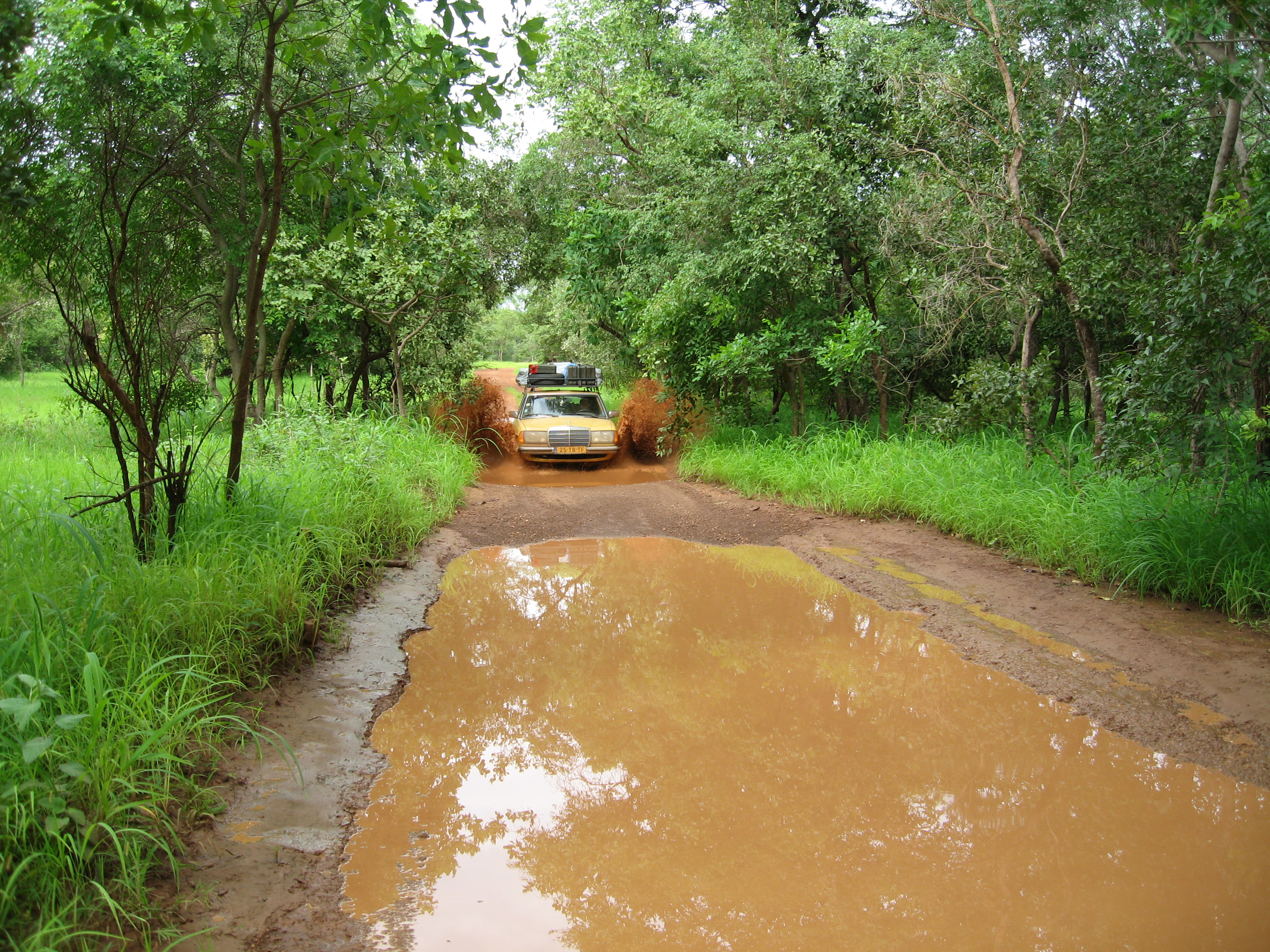
Ungeteerte Straße im Nationalpark

Der Nationalpark Niokolo-Koba (französisch Parc national du Niokolo-Koba, PNNK) liegt im südöstlichen Senegal an der Grenze zu Guinea auf 15 bis 300 m Höhe über dem Meeresspiegel. Der Park ist 9130 Quadratkilometer groß und seit 1981 als UNESCO-Weltnaturerbe anerkannt. Wegen eines geplanten Staudammes und der herrschenden Wilderei wurde er von 2007 bis 2024 auf der Liste des gefährdeten Welterbes geführt. Namensgeber ist der Gambia-Nebenfluss Niokolo Koba.

## Geographische Lage
Der Nationalpark erstreckt sich über drei Regionen. Der Südostteil bis zu den Flüssen Gambia im Westen und Süden sowie Niokolo Koba im Norden liegt in der Region Kédougou. Der große Teil nördlich und westlich der beiden Flüsse gehört zur Region Tambacounda, allerdings im Westen nur bis zum Unterlauf der Koulountou, die dem Gambia von Süden zufließt. Westlich der Koulountou, in der Region Kolda, ergänzt ein rund 15 Kilometer tiefer Streifen den Nationalpark, dessen Westgrenze die Straße bildet, die aus Richtung Tambacounda über Médina Gounass nach Koundara in Guinea-Conakry und damit zum wichtigsten Grenzübergang in dieses Nachbarland führt.

## Vegetation
Die Vegetation besteht vorwiegend aus Guinea- und Sudansavanne, nach Osten wird die Vegetation zunehmend trockener. An den Flussufern stehen ausgedehnte Galeriewälder. Die höchste Erhebung ist der Mont Assirik. Während der Regenzeit von Juni bis Oktober fallen 1000 bis 1100 mm Regen. Neben saisonal überfluteten Grassavannen und Sümpfen gibt es auch trockenere Wälder sowie Bambus im Galeriewald. Es wurden mehr als 1500 Pflanzenarten im Park gezählt.

## Fauna

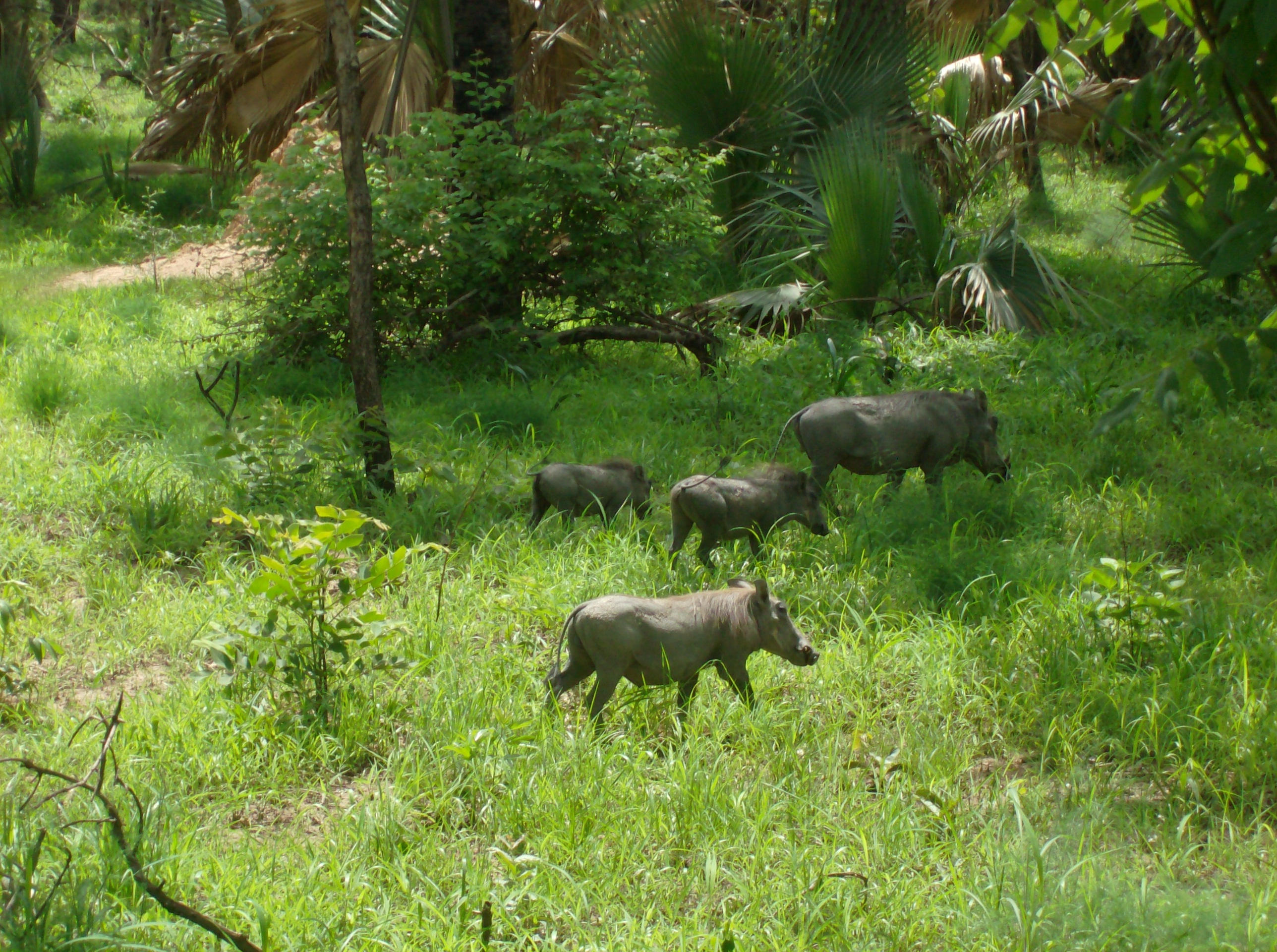
Warzenschweine im Nationalpark

Niokolo Koba war für seine reichhaltige Tierwelt bekannt und bietet auch heute noch für einige westafrikanische Arten die letzte, wenn auch unsichere Heimat. Die Zahl der großen Säugetiere verringerte sich von 1990 bis 2007 von etwa 45.000 auf weniger als 1000, das entspricht einem Verlust von 98 %. Im Park kommen 84 Arten an Säugetieren, 330 Vogelarten, ungefähr 60 Arten von Reptilien und Amphibien sowie wie 60 Fischarten vor.
Am bedeutendsten ist der letzte wildlebende Bestand der Westlichen Riesen-Elenantilope (Taurotragus derbianus), aktueller Bestand weniger als 200. Vom Aussterben bedroht sind der Westafrikanische Löwe und der Afrikanische Wildhund, unsicher ist die Situation für den Leoparden. In den Galeriewäldern rund um die bewaldeten Abhänge des Assirik-Plateaus leben noch ca. 150 Westafrikanische Schimpansen (Pan troglodytes verus). Weitere Affenarten sind der Guinea-Pavian, die Westliche Grünmeerkatze sowie Husarenaffe und Temminck-Stummelaffe. Dramatische Bestandsrückgänge erlitten alle Huftiere, die Pferdeantilope von mehr als 6000 im Jahre 1990 auf aktuell etwa 700, die Westafrika-Kuhantilope von 5000 auf 150, die Senegal-Grasantilope von 24.000 auf aktuell etwa 100, Defassa-Wasserbock von über 3000 auf 10 sowie der Afrikanische Büffel von 8000 auf weniger als 500. Erloschen sind der westlichste Bestand der Westafrikanischen Giraffe (Giraffa camelopardalis peralta) sowie des Elefanten. 2006 lebten 10 ausgewilderte Elefanten in Niokolo Koba, nachdem der ursprüngliche Bestand Opfer der Wilderei wurde. Unbekannt ist die Situation für Sitatunga, Flusspferde, Warzen- und Buschschweine, kleinere Antilopen sowie alle drei afrikanischen Krokodilarten.
Unsicher ist, inwieweit nationale wie internationale Schutzmaßnahmen Erfolg haben werden. Die Probleme der ungebremsten Wilderei mit schweren Waffen, die Jagd auf Bushmeat sowie der Vogelfang sind unter den gegebenen Umständen nicht gelöst.

## Verkehr
Der Nordosten des Nationalparks wird durch die Nationalstraße N 7 erschlossen, die diesen Teil auf dem Weg von Tambacounda im Nordwesten nach Kédougou im Südosten quert und das Trockental des mittleren Niokolo Koba mit einer 70 Meter langen Brücke überspannt.
Zwei Kilometer südlich dieser Brücke liegt der Flugplatz Niokolo-Koba, eines der kleinsten unbefestigten Flugfelder Senegals. Im Westen des Parks, bei Simenti am Nordufer des Gambia, liegt der Flugplatz Simenti.

## Rezeption
Der 25. Band der Reihe Spirou und Fantasio trägt den Titel Le Gri-Gri du Niokolo-Koba und spielt fast ausschließlich in diesem Nationalpark. Auf Deutsch war der Band die 23. Veröffentlichung und trug den Titel Fauler Zauber in Afrika.

## Bilder

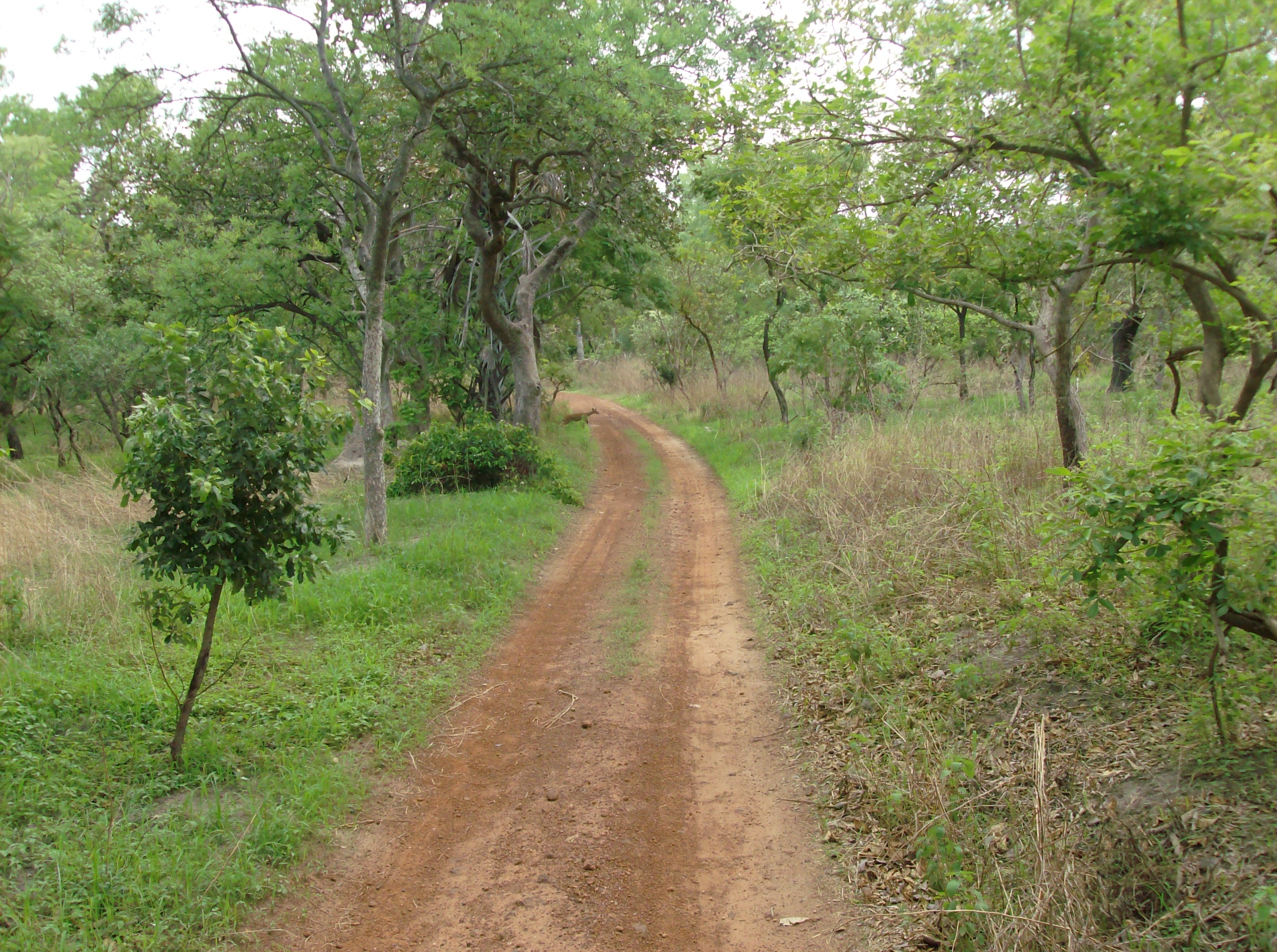
Piste im Nationalpark
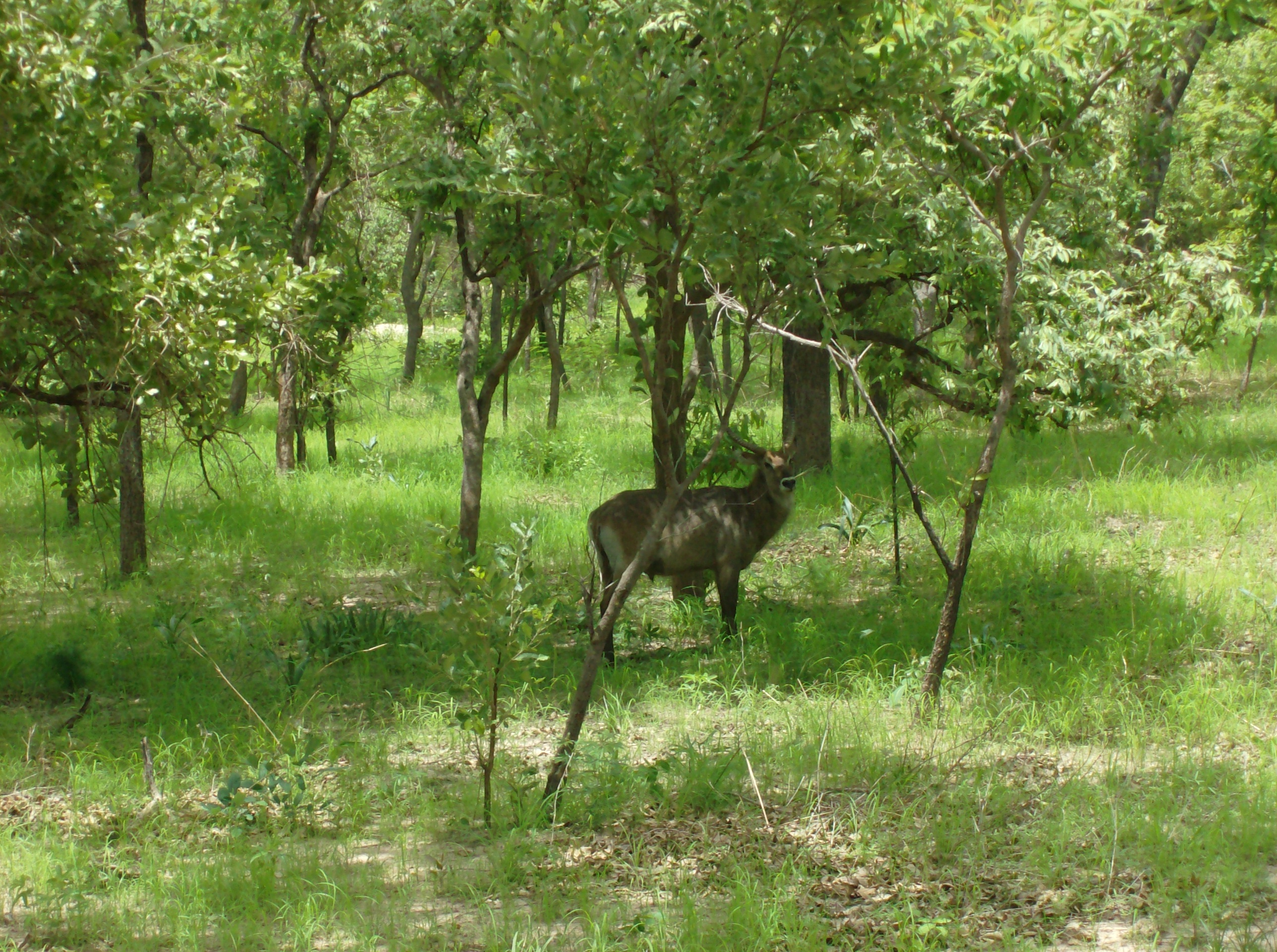
Wasserbock
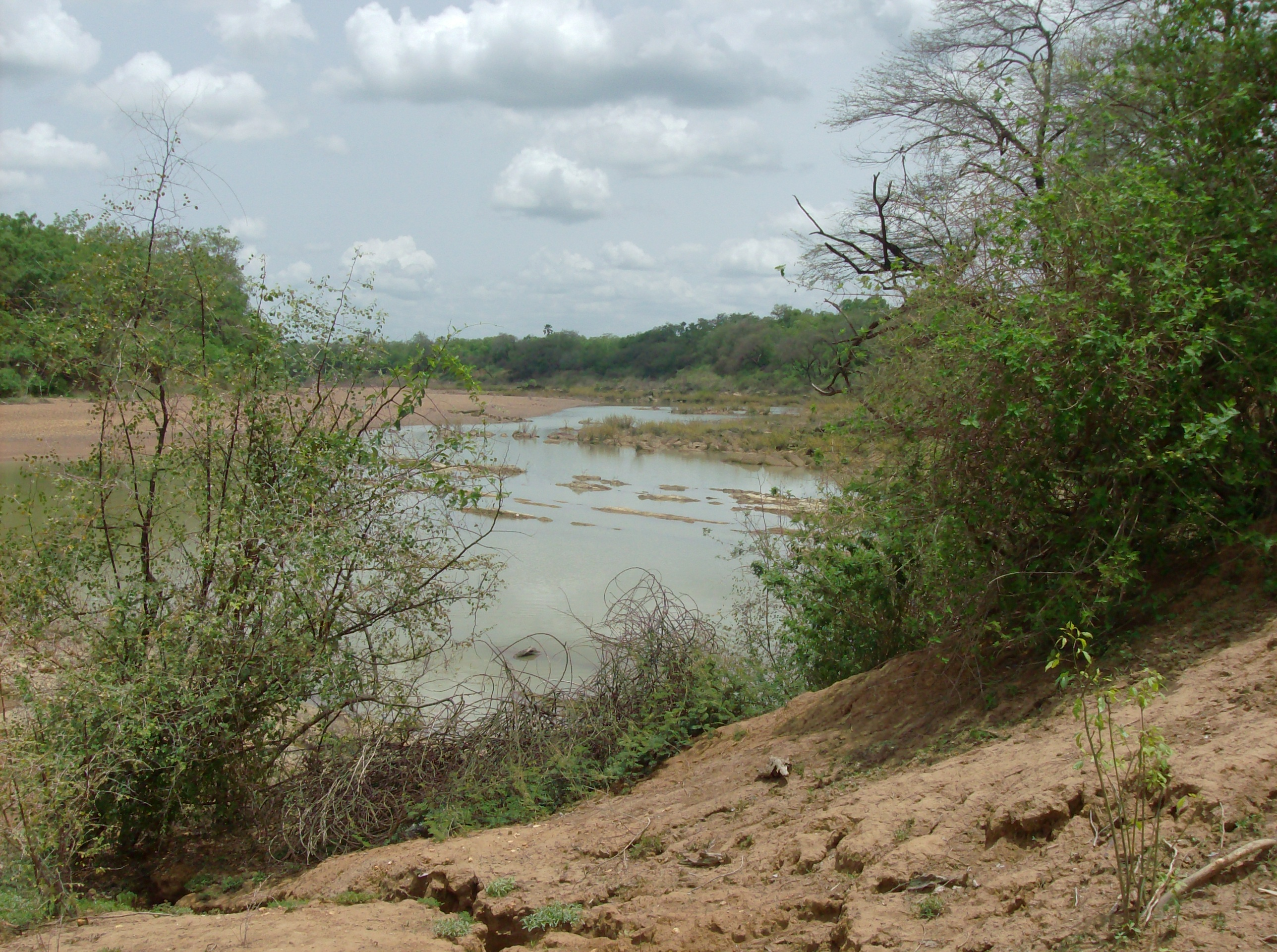
Flusslauf